# Paul Emil Jacobs
Paul Emil Jacobs, född den 20 augusti 1802 i Gotha, död där den 6 januari 1866, var en tysk målare. Han var son till filologen och bibliotekarien Friedrich Jacobs och farfar till filologen och bibliotekarien Emil Jacobs. 
Jacobs, som fick sin utbildning i München och Rom, var verksam i hemstaden som historie- och porträttmålare.